# Rezervația naturală Roșcani
Roșcani este o rezervație naturală silvică în raionul Strășeni, Republica Moldova. Este amplasată în ocolul silvic Ghidighici, Rădeni, parcelele 10, 11, subparcelele 6, 7. Are o suprafață de 134 ha. Obiectul este administrat de Gospodăria Silvică de Stat Chișinău.